# Эффект третьего лица
Эффект третьего лица (third person effect — англ. Эффект третьего лица) — психологический эффект который состоит в том, что индивид считает, что реклама и другие методы убеждения могут влиять на большинство людей, но при этом человек полагает, что он сам менее подвержен такому влиянию. Более того, из-за подобного восприятия люди стараются противодействовать влиянию рекламы.
Таким образом, эффект третьего лица заключается в недооценке индивидом степени влияния рекламы и других средств массовой коммуникации на него самого.
Такой способ восприятия информации ведет к обособлению индивида от общества, то есть от тех, кто подвержен влиянию рекламы, и к оценке других людей с позиции того, что они сами позволяют себе подвергнуться влиянию средств массовой информации.

## История
Американский социолог В. Дэвисон, впервые сформулировавший эффект третьего лица в 1983 году, писал, что этот феномен заинтересовал его ещё в 1949 году, когда он узнал о попытке японцев с помощью пропаганды заставить американских военных покинуть остров.
«В годы Второй мировой войны японцы вели боевые действия на Тихом океане за множество небольших, но стратегически важных островов. На одном из них находился ограниченный контингент американцев преимущественно африканского происхождения, „белыми“ были, в основном, офицеры. „Выкурить“ их с острова в ходе войсковой операции представлялось японцам невозможным, это потребовало бы больших жертв и материальных ресурсов. Тогда над островом с самолетов было разбросано большое количество листовок простенького содержания, смысл которых сводился к следующему: „Солдаты, что вы здесь делаете? Это же не ваша война, эта война белых!“. Через небольшое время американские военные покинули остров. Как выяснилось, афроамериканцам эти листовки были, в общем-то, неинтересны. Но офицеры были по-настоящему напуганы возможностью бунта чернокожих солдат. И уступили остров без единого выстрела. Хотя, как ожидалось, листовки окажут воздействие совсем не на офицеров, а на простых солдат.»
Несколько лет спустя, во время встречи с журналистами из Западной Германии, Дэвисон задал вопрос о влиянии издаваемых материалов на читателей. Наиболее распространенным был следующий ответ: «издания имеют не такой большой эффект на людей как мы с вами, но достаточно сильно влияют на обыкновенных читателей».
Таким образом Дэвисон сформулировал эффект третьего лица: люди переоценивают влияние массовых коммуникаций на поведение и отношение других людей и недооценивают влияние на них самих. Другими словами, индивиды, являющиеся частью группы, на которую направлена реклама, будут ожидать, что другие больше подвергнутся влиянию, чем они сами. Ожидания того, что какой-либо инструмент повлияет на других, заставляют индивидов действовать таким образом, чтобы избежать подобного влияния.
В этой связи Дуглас Маклауд и Ивланд Натансон в 1997 году провели эксперимент, анализируя как участники оценивают влияние жестоких и женоненавистнических рэп-текстов на себя и на других. Все тексты были взяты из реально существующих песен. Участников попросили оценить, как повлияют тексты на их собственное поведение и отношение к ним, на студентов, на молодежь из Нью-Йорка или Лос-Анджелеса и на обыкновенного человека. В результате большинство опрошенных заявляли, что все остальные более подвержены влиянию, чем они сами.

## Изучение эффекта третьего лица
Согласно исследованиям Перлоффа, существуют два фактора определяющие эффект третьего лица:
- — существование дистанции в социальном восприятии (обособление себя от других)
- — оценка «нежелательности» сообщения, которое может повлиять на индивида.

Таким образом, эффект третьего лица особенно заметен, когда индивид расценивает сообщение как нежелательное, полагая что, это сообщение повлияет негативным образом на него самого или же что быть подверженным влиянию не есть хорошо. То есть люди, считая какой-либо посыл антисоциальным (будь то насилие, порнография или деструктивная рэп музыка), предполагают, что подобное сообщение имеет больший эффект на других.
С другой стороны, «желательные» сообщения, то есть посылы, которые могут быть полезными для индивида (например, антитабачная кампания или социальная реклама) воспринимаются людьми более влияющими на них самих и менее на других.
Дэвисон так же провел несколько неофициальных исследований для изучения эффекта третьего лица.
Каждый эксперимент включал в себя группу из 25-35 человек, которой предполагали оценить влияние следующих факторов на себя и на других.
1. Кампания губернаторских выборов в Нью-Йорке.
2. Реклама по телевизору и степень её влияния на детей.
3. Предварительные результаты президентских выборов.
4. Избирательная кампания президента.

Средние результаты по четырем темам были следующими:
1. Жители Нью-Йорка более подвержены влиянию губернаторской предвыборная кампании чем остальные.
2. Другие дети больше подвержены влиянию рекламы, чем сами опрошенные в детском возрасте.
3. На других больше повлияли предварительные результаты голосования, чем на них самих.
4. Другие больше подвержены приемам избирательной кампании, чем они сами.

## Расширение понятия
С введением термина «эффект третьего лица» учёные также выявили связанные понятия «эффект первого лица» и «эффект второго лица».
Согласно исследованиям, иногда люди оценивают влияние средств массовых коммуникаций на себя даже сильнее, чем на других (эффект первого лица) или так же, как и на других (эффект второго лица).
Иннес и Зейтс впервые описали эффект первого лица в 1988 году, когда участники эксперимента хотели, чтобы средства массовой информации на них повлияли. Это происходило в случаях, когда контекст послания был прямо противоположным «нежелательным» сообщениям, таким как пропаганда насилия или антисоциальные действия. То есть когда информация воспринимается как желательная, индивид предполагает, что она его вовлекает в какой-то мере больше, чем остальных. Этот эффект позже назвали обратным эффекту третьего лица.